# گلزار (چگنی)
گل زار روستایی از توابع بخش ویسیان شهرستان چگنی در استان لرستان ایران است. و اکثر جمعیت این روستا را طوایف پاپی دارابوند شاکرمی و حیات الغیب تشکیل می‌دهند.این روستا در زمان سیلاب سال ۱۳۹۸ آسیب هایی از جمله تخریب پل و جاده را متحمل شده است

## جمعیت
این روستا در دهستان دوره قرار دارد و براساس سرشماری مرکز آمار ایران در سال ۱۳۸۵، جمعیت آن ۱۳۶ نفر (۳۶ خانوار) بوده‌است.